# سفارة الجزائر في مصر
سفارة الجزائر في مصر هي بعثة دبلوماسية جزائرية لدى مصر تقع في العاصمة القاهرة وهي تهدف لتعزيز المصالح الجزائرية في مصر.

## قائمة السفراء الجزائريين في مصر
| السفير            | تاريخ التعيين | تاريخ انتهاء المهام | ملاحظات                             |
| ----------------- | ------------- | ------------------- | ----------------------------------- |
| محند صالح لعجوزي  | 22 أغسطس 2019 | سفير الجزائر حاليا  |                                     |
| نذير العرباوي     |               | 22 أغسطس 2019       |                                     |
|                   |               |                     |                                     |
| عبد القادر حجار   |               |                     |                                     |
| عثمان سعدي        | 1968          | 1971                |                                     |
| علي كافي          |               |                     | الرئيس الخامس للجزائر منذ الاستقلال |
| الأخضر الإبراهيمي | 1963          |                     | أول سفير للجزائر المستقلة في مصر    |

## روابط خارجية
- وزارة الخارجية الجزائرية